# Lekkoatletyka na Igrzyskach Imperium Brytyjskiego 1930 – bieg na 1 milę mężczyzn
Bieg na dystansie jednej mili mężczyzn był jedną z konkurencji rozgrywanych podczas I Igrzyskach Imperium Brytyjskiego w 1930 roku w kanadyjskim mieście Hamilton. Zwycięzcą tej konkurencji został reprezentant Anglii Reg Thomas. W rywalizacji wzięło udział dziewięciu zawodników z pięciu reprezentacji.

## Wyniki
| Place | Athlete           | Time   |
| ----- | ----------------- | ------ |
| 1     | Reg Thomas        | 4:14,0 |
| 2     | William Whyte     | 4:17,0 |
| 3     | Jerry Cornes      | b. d.  |
| 4     | Jack Walters      | b. d.  |
| 5     | Phil Edwards      | b. d.  |
| 6     | Robert Sutherland | b. d.  |
| 7     | Russell McDougall | b. d.  |
| 8     | Henry Townend     | b. d.  |
| 9     | Harry Hedges      | b. d.  |